# Ніна Дударово
Ні́на Дуда́рово (також Ні́на Олекса́ндрівна Дуда́рова; рос. Нина Дударово, Нина Александровна Дударова; *1903, Петербург, Російська імперія — 1977, СРСР) — радянська ромська поетеса, одна з перших ромок, які почали публікувати свою творчість.

## З життєпису
Ніна Дударово народилась у 1903 році в Петербурзі. Її мати співала в ромському хорі. Дівчинку виховав вітчим, росіянин за національністю.
У 1919 році закінчила середню школу, викладала і навчалась в інституті підвищення кваліфікації вчителів.
У 1925 році, коли була утворена Циганська спілка, що ставила за мету організацію ромських шкіл, однією з найактивніших у роботі з ромськими дітьми, зокрема в навчанні їх грамоти й залученні до громадського життя, стала Ніна Дударово. Саме вона створила перший ромський буквар, переклала низку підручників з російської. 
Ніна Дударово брала участь в управлінні циганським клубом «Лолы чергэн» («Червона зірка»), керувала лекторієм з просвітництва.
На цей період (2-а пол. 1920-х) припала поява перших віршів, написаних Дударовою — вони були опубліковані в альманасі.  
Н. О. Дударова викладала літературну ромську мову в театрі «Ромен», писала рецензії й статті для часопису «Нэво дром» («Новий шлях»), редагувала ромську дитячу літературу, яку видавав Нацсектор видавництва «Молодая Гвардия» (Москва).